# Teratornithidae
Teratorns (từ tiếng Hy Lạp Teratornis, 'chim quái vật') là một loại chim săn mồi rất lớn đã sinh sống ở Nam Mỹ và Bắc Mỹ từ Thế Miocen đến Thế Pleistocen. Chúng có liên hệ với Chim điêu nhưng chúng thuộc về một họ khác. Chúng bao gồm một số chim biết bay lớn nhất. Cho đến nay có 4 loài được xác định:
- Teratornis merriami (Miller, 1909). Cho đến nay đây là loài được biết nhiều nhất. Hơn 1000 tiêu bản đã được phát hiện, phần lớn từ La Brea Tar Pits. Chúng cao 75 cm với sải cánh khoảng 3,5 đến 3,8 mét, và nặng khoảng 15 kg. Chúng tuyệt chủng cuối Pleistocene, khoảng 10.000 năm trước đây.
- Aiolornis incredibilis (Howard, 1952), trước đây gọilà incredibilis Teratornis. Loài này ít được biết đến; chúng được tìm thấy từ Nevada và California bao gồm một số xương cánh và một phần của mỏ.